# The Chosen Few
The Chosen Few is een Britse rockband uit 1962 tot 1966. De band kwam voort uit onder meer het bandje "Dean Ford & The Crestas", een band opgericht in Newcastle upon Tyne, het Geordiegebied. De twee leden van de band, die verder van invloed waren op de popmuziek uit het noorden van Engeland, waren Mick Gallagher en Alan Hull. Andere leden van de eerste The Chosen Few waren Bumper Brown (bas), Rod Hudd (zang) en Tommy Jackman (drums).
Alan Hull verliet The Chosen Few voor een solocarrière, maar haalde zijn grootste successen met Lindisfarne. Hij werd vervangen door Colin Gibson (later Radiator) en John Turnbull. Later zou Graham Bell de gelederen komen versterken en de bandnaam wijzigde in Skip Bifferty.
Gallagher (ook even bij The Animals) en Turnbull zouden uiteindelijk bij The Blockheads spelen, de begeleidingsband van Ian Dury. Gibson en Turnbull speelden nog mee op het eerste soloalbum Squire van Hull.
The Chosen Few kwamen tot twee singles geschreven door Hull op Pye Records:
- I won’t be around anymore  / Big City
- So much to look forward / Today, tonight, tomorrow